# Gouvernement de Cantabrie
Le gouvernement de Cantabrie (en espagnol : Gobierno de Cantabria) est l'organe de gouvernement et d'administration de la communauté autonome de Cantabrie qui exerce le pouvoir exécutif et réglementaire.

## Composition
Le gouvernement de Cantabrie se compose du président de Cantabrie, d'un vice-président le cas échéant, et d'un maximum de dix conseillers titulaires d'un département exécutif. En outre, deux conseillers sans portefeuille peuvent être nommés et intégrer le gouvernement. Le vice-président et les conseillers sont assujettis au même régime d'incompatibilité que celui du président de Cantabrie.

### Vice-président
Le président de la Junte peut nommer et révoquer librement un vice-président qui exerce les fonctions attribuées par les lois et règlements et auquel il peut confier les fonctions qu'il souhaite. Le vice-président est appelé à assurer le remplacement du président du gouvernement, si besoin est.
Le vice-président peut également être nommé à la tête d'un département exécutif en tant que conseiller.

### Conseillers
Les conseillers sont titulaires du département exécutif qui leur est attribué par le président du gouvernement. Ils sont librement nommés et révoqués par lui au moyen de décrets. Leur mandat débute immédiatement après la publication du décret de nomination au Bulletin officiel de Cantabrie (BOC) avec leur prise de fonction devant le président du gouvernement au cours de laquelle une formule de serment est prononcée.

## Attributions
Conformément à l'article 18 du statut d'autonomie et à la loi 5/2018 du régime juridique du gouvernement, de l'administration et du secteur public institutionnel de la communauté autonome de Cantabrie, le gouvernement de Cantabrie est notamment compétent pour :
- développer et exécuter les lignes directrices de l'action de gouvernement ;
- proposer au gouvernement national l'adoption de mesures intéressant la communauté autonome, sauf dans les cas où une telle initiative revient au Parlement ;
- approuver et remettre les projets de loi au Parlement de Cantabrie, tout comme solliciter leur retrait ;
- édicter des décrets législatifs et approuver des décrets ;
- élaborer, approuver et exécuter le projet de loi de finances de la communauté autonome ;
- adopter les actes réglementaires nécessaires à la mise en œuvre et à l'exécution des lois votées par le Parlement, à la mise en œuvre de la législation nationale lorsque cela est requis et exercer un pouvoir réglementaire général lorsque celui-ci n'est pas directement attribué au président de la Junte ou aux conseillers ;
- donner son avis sur la prise en considération des propositions de loi et donner ou refuser de manière motivée son accord à l'examen des propositions de loi qui impliquent une augmentation des dépenses ou une baisse des recettes ;
- délibérer sur une question de confiance préalablement à son dépôt par le président de Cantabrie ;
- solliciter la réunion du Parlement en session extraordinaire ;
- autoriser la poursuite d'actions judiciaires et extrajudiciaires de toutes natures devant les juridictions compétences ;
- former des recours d'inconstitutionnalité ou soulever des conflits de compétences avec l'État ou une autre communauté autonome ;
- autoriser les protocoles, conventions et accords de coopération avec d'autres administrations publiques territoriales et entités de droit public ou privé ;
- approuver la structure organique des départements exécutifs de l'administration régionale ;
- nommer et révoquer sur proposition du conseiller correspondant les titulaires des postes au moins assimilables au rang de directeur général ;
- exercer toutes les autres compétences ou attributions assignées par le statut d'autonomie et les lois.

## Fin des fonctions
Les fonctions du gouvernement prennent fin après la tenue des élections au Parlement de Cantabrie, en cas de perte de la confiance parlementaire ou d'adoption d'une motion de censure, ou lorsque le mandat de son président prend fin, soit par démission, incapacité ou mort. Le gouvernement exerce alors l'intérim et la gestion des affaires courantes jusqu'à la nomination des nouveaux conseillers. Le gouvernement sortant ne peut en aucun cas déposer un projet de loi sur le bureau du Parlement, se soumettre à une question de confiance, être objet d'une motion de censure ou voir sa composition modifiée.
Les fonctions du vice-président et des conseillers prennent également fin en cas de démission acceptée par le président, de révocation librement décidée par celui-ci, de mort, d'incapacité ou inaptitude judiciairement et définitivement déclarée ou d'incompatibilité déclarée et non corrigée dans le délai de dix jours. En cas d'absence, de vacance, de maladie ou d'empêchement, le vice-président et les conseillers sont remplacés temporairement par un autre membre du gouvernement désigné par le président au moyen d'un décret.

## Fonctionnement
Les membres du gouvernement de Cantabrie se réunissent soit en conseil de gouvernement soit sous la forme de commissions déléguées permanentes ou temporaires se réunissant sur des sujets transversaux ou thématiques. Le conseil de gouvernement est réuni périodiquement à l'initiative de son président sur un ordre du jour fixé par lui. Les décisions sont valablement adoptées si le président, ou la personne légalement habilitée à le remplacer, ainsi qu'au moins la moitié des conseillers sont présents, parmi lesquels se trouve le secrétaire du conseil ou la personne le remplaçant. Le secrétariat du conseil de gouvernement est assuré par le conseiller à la Présidence, sauf désignation expresse contraire du président. Le gouvernement de Cantabrie est régi par le principe de collégialité. Un compte-rendu des réunions du conseil de gouvernement est dressé par le secrétaire du conseil. Une commission réunissant les secrétaires généraux des différents départements exécutifs assiste le conseil de gouvernement dans la préparation des points soumis à l'ordre du jour du conseil.
Le président et le gouvernement de Cantabrie sont solidairement responsables devant le Parlement de Cantabrie. Les conseillers sont également directement responsables de leur gestion à la tête du département exécutif qui leur est confié.